# Virginia C. Andrews
Cleo Virginia Andrews, beter bekend als V. C. Andrews of Virginia C. Andrews (Portsmouth, 6 juni 1923 - Virginia Beach 19 december 1986) was een Amerikaanse romanschrijfster. Virginia Andrews' boeken behoren tot de genres gothic horror en familiegeschiedenis. Veel boeken hebben te maken met familiegeheimen en verboden liefde. Haar bekendste boek uit de Dollanganger-serie is Flowers in the Attic (Bloemen op Zolder) uit 1979. Dit is een verhaal over vier kinderen die op de zolder van hun fanatiek-religieuze oma worden verstopt.
Andrews overleed op 63-jarige leeftijd in 1986 aan borstkanker. Haar romans waren zo succesvol dat na haar dood door haar erfgenamen een ghostwriter, Andrew Neiderman, werd ingehuurd om meer verhalen te schrijven onder haar naam.

## Leven en werk
Andrews werd geboren in Portsmouth, Virginia, als jongste kind en enige dochter van de Andrews familie. Als 15-jarige viel Andrews op school van een trap waardoor ze de rest van haar leven een rolstoel moest gebruiken. Na een vierjarige opleiding slaagde ze erin om een succesvolle commerciële kunstenaar, illustrator en portretschilder te worden. Later in haar leven wendde ze zich tot het schrijven. Haar eerste roman, getiteld Gods of Green Mountain (in het sciencefictiongenre) bleef ongepubliceerd en werd uitgebracht als een e-boek in 2004. In 1975 voltooide Andrews een manuscript voor een roman die ze The Obsessed noemde. De roman werd teruggestuurd met de suggestie dat ze het verhaal wat moest uitbreiden en verlevendigen. In latere interviews beweert Andrews de nodige aanpassingen in één nacht te hebben doorgevoerd. Ze diende het manuscript opnieuw in, nu onder de titel Flowers in the Attic. De roman werd gepubliceerd in 1979 en was meteen een succes. Hij bereikte de top van de bestsellerlijsten in slechts twee weken. Elk jaar daarna tot aan haar dood publiceerde Andrews een nieuwe roman en met elke publicatie verdiende zij grotere voorschotten en groeide haar lezerspubliek verder aan.
Na Andrews' dood in 1986 werden haar twee laatste romans Garden of Shadows en Fallen Hearts gepubliceerd. Deze twee romans worden beschouwd als de laatste die de "VC Andrews" naam dragen en bijna volledig door Andrews zelf geschreven zijn.

### Dollanganger-serie
De boeken gaan over vier kinderen, Chris, Cathy, Cory, and Carrie, die na de dood van hun vader samen met hun moeder bij hun oma en opa gaan wonen. In de eerste twee boeken wordt beschreven hoe hun leven is voor de dood van hun vader en hun tijd op de zolder en hoe zij ontsnappen van de zolder. In de boeken Als er doornen zijn en Het zaad van gisteren wordt het leven van Cathy' kinderen verteld en in het laatste boek de prequel Schaduwen in de Tuin wordt het verhaal van Cathy's grootmoeder verteld.
- Bloemen op zolder (1979) (Flowers in the Attic)
- Bloemen in de wind (1980) (Petals on the Wind)
- Als er doornen zijn (1981) (If There Be Thorns)
- Het zaad van gisteren (1984) (Seeds of Yesterday)
- Schaduwen in de tuin (1986) (Garden of Shadows)

### Audrina
Mijn Lieve Audrina (1982) (My Sweet Audrina) is het enige opzichzelfstaande boek van Virginia Andrews dat gepubliceerd is. Mijn Lieve Audrina gaat over een meisje dat achtervolgd wordt door de dood van haar oudere zus die ook Audrina heette.

### Casteel-serie
De Casteel-serie gaat over Heaven, die haar moeder verloor kort na haar geboorte. Heaven woont bij haar stiefmoeder. Nadat haar stiefmoeder vertrekt en haar en haar broertjes en zusjes alleen laat, besluit haar vader, die een drankprobleem heeft, hen te verkopen. De eerste drie boeken vertellen het leven van Heaven, het vierde over haar dochter Annie en het vijfde boek over de moeder van Heaven, Leigh.
- Hemel zonder engelen (1985) (Heaven)
- De duistere engel (1986) (Dark Angel)
- De gevallen engel (1988), begonnen door Andrews, afgewerkt door Neiderman, (Fallen Hearts)
- Een engel voor het paradijs (1989), "geïnspireerd" door Andrews, afgewerkt door Neiderman, (Gates of Paradise)
- De droom van een engel (1990), geïnspireerd" door, afgewerkt door Neiderman, (Web of Dreams)

### Dawn-serie
Deze serie en alle volgende boeken werden geschreven door Neiderman, maar toegeschreven aan Andrews. De oorspronkelijke Engelse serie werd 'The Cutler series' genoemd, waarbij het gezin Cutler (Nederlands: 'Dawn') onderwerp was.
De Dawn-serie beschrijft het leven van Dawn en hoe haar geluk opeens door een geheim wordt verstoord, alle tegenslagen die ze te verduren krijgt op weg naar de volwassenheid. Het vierde boek, Gefluister in de nacht, gaat over Dawns dochter Christie, die net als Dawn niet kan ontsnappen aan de dingen die in het verleden zijn gebeurd. Het laatste beschrijft het leven van de oma van Dawn.
- Het geheim (Dawn 1) (1990) (Dawn)
- Mysteries van de morgen (1991) (Secrets of the Morning)
- Het kind van de schemering (1992) (Twilight's Child)
- Gefluister in de nacht (1992) (Midnight Whispers)
- Zwart is de nacht (1993) (Darkest Hour)

### Ruby-serie
- Ruby (1991) Ruby

Ruby groeit op in de bayou, een moerassig gebied, bij haar grootmoeder Catherina. Haar moeder is overleden toen Ruby is geboren. Vlak voor de grootmoeder van Ruby overlijdt, vertelt ze Ruby het geheim over haar vader en laat Ruby beloven dat ze haar vader zal opzoeken in New Orleans. Nadat haar grootmoeder is overleden, gaat Ruby op zoek naar haar vader en haar tweelingzusje.
- Parel in de mist (1994) Pearl in the mist
- Alles wat schittert (1995) All that glitters
- Verborgen juweel (1995) Hidden jewel
- Het gouden web (1996) Tarnished Gold

### Melody-serie
- Melody
- Lied van verlangen
- Onvoltooide symfonie
- Middernachtmuziek
- Verstilde stemmen

### Weeskinderen-serie
- Butterfly
- Crystal
- Brooke
- Raven
- Vlucht uit het weeshuis

### Wilde bloemen-serie
- Misty
- Star
- Jade
- Cat
- Het geheim van de wilde bloemen

### Hudson-serie
- Als een regenbui
- Een bliksemflits
- Het oog van de storm
- Voorbij de regenboog

### Stralende sterren-serie
- Cinnamon
- Ice
- Rose
- Honey
- Vallende sterren

### Willow-serie
Deze serie is geschreven door familie van Virginia Andrews na haar dood. De boeken zijn ook wel wat anders dan de boeken die Virginia Andrews zelf geschreven heeft.
- Duister zaad (inleidend boekje op de serie)
- Willow

Als Willows vader is overleden, gaat Willow op zoek naar haar biologische moeder. Eerst stelt ze zich voor onder een schuilnaam en zegt ze dat ze onderzoek doet voor haar studie.
- Verdorven woud

Willow heeft in dit boek aan haar moeder en halfbroer verteld wie ze in werkelijkheid is. Ze is ingetrokken bij haar moeder en staat op het punt om met Thatcher te trouwen.
- Verwrongen wortels

Dit boek gaat over Hannah, de dochter van Willow en Thatcher. Willow heeft met haar nieuwe partner een baby gekregen, maar helaas overlijdt dit kindje plotseling. Willow neemt het Hannah kwalijk en trekt zich terug in haar eigen verdriet. Hannah besluit met haar vriendje en haar oom Linden (de halfbroer van haar moeder, die vanwege psychische problemen in een instelling woont) om te vluchten in een camper. Ze stranden vanwege motorpech, komen bij een vrouw en haar (tevens psychisch aangedane) kleindochter terrecht en uiteindelijk besluit Hannah terug te keren naar huis.
- Diep in het woud

De moeder van Willow, Grace, leidt een prettig leven met haar moeder en haar vader die bij de marine werkt. Ze verhuizen vaak, maar ze voelt zich geliefd en gelukkig. Dan overlijdt haar vader en moeten ze op zoek naar een nieuw leven voor haar en haar moeder.
- Verborgen blad

### Gebroken vleugels-serie
- Gebroken vleugels
- Vlucht in de nacht

### Celeste-serie
- Celeste
- Zwarte kat
- Kind van de duisternis

### Schaduw-serie
- April
- Meisje in de schaduw

### Lente-serie
- Vertrapte bloem
- Verwaaide bladeren

### Geheimen-serie
- Geheimen op zolder
- Geheimen in het duister

### Delia-serie
- Delia’s vlucht
- Delia’s geluk
- Delia’s gave

### Heavenstone-serie
- De geheimen van Heavenstone
- Gefluister in de nacht

### Dochters-serie
- Dochter van de duisternis
- Dochter van het licht

### Sasha-serie
- Wervelstorm
- Donkere wolken

### Roxy-serie
- Verlaten zusje (2013)
- Roxy's verhaal (2014)

- Bibsys: 90222023
- Biblioteca Nacional de España: XX1159557
- Bibliothèque nationale de France: cb118888265 (data)
- Catàleg d'autoritats de noms i títols de Catalunya: 981058522310306706
- CiNii: DA05584962
- Gemeinsame Normdatei: 119472910
- International Standard Name Identifier: 0000 0001 2031 4558
- Library of Congress Control Number: n80033861
- Nationale Bibliotheek van Letland: 000025775
- Bibliotheek van het Japanse parlement: 00431532
- Nationale Bibliotheek van Tsjechië: jn19990000186
- Nationale bibliotheek van Australië: 36163806
- Nationale Bibliotheek van Israël: 987007309005305171
- Nationale Bibliotheek van Polen: a0000001126052
- Nationale en Universitaire bibliotheek Zagreb: 000165866
- Nederlandse Thesaurus van Auteursnamen: 06908629X
- Réseau des bibliothèques de Suisse occidentale: 02-A005491926
- SNAC: w6n40m0j
- Système universitaire de documentation: 026686651
- Trove: 1222545
- Virtual International Authority File: 275755442
- WorldCat: E39PBJycRy9FDRCRm8FkKHyw4q